# Ascensão pacífica da China
"Ascensão pacífica da China", às vezes referida como "desenvolvimento pacífico da China", foi uma política oficial da China sob o comando do ex-líder supremo Hu Jintao que buscava assegurar à comunidade internacional que o crescente poder político, econômico e militar da China não representaria uma ameaça para a paz e segurança internacionais.
Isso caracterizou a China como um líder mundial responsável que evita confrontos internacionais desnecessários, enfatiza o soft power ao mesmo tempo promete que a China está comprometida com seus próprios problemas internos e com a melhoria do bem-estar de seu próprio povo antes de interferir nos assuntos mundiais. Além disso, com esta política, o país procurou refutar a "teoria da ameaça da China" e restabelecer a visão da China como uma potência mundial não ameaçadora, visto que os impérios historicamente chineses eram considerados menos agressivos.
Entre as autoridades e acadêmicos chineses, havia desacordo sobre o termo — particularmente a preocupação de que a palavra 'ascensão' pudesse alimentar a percepção de que a China era uma ameaça ao status quo atual. Portanto, desde 2004, o termo "desenvolvimento pacífico da China" tem sido usado pela liderança chinesa.
Sob o governo do secretário-geral do Partido Comunista da China (PCC), Xi Jinping, a China tem adotado cada vez mais uma abordagem mais agressiva, nacionalista e etnocêntrica han para a política interna e externa, com seu estilo de diplomacia comumente apelidado de diplomacia do lobo guerreiro.

## Origens
Muitas das ideias por trás do esforço para promover o conceito de ascensão pacífica da China vieram do novo conceito de segurança, que foi formulado por think tanks na China em meados da década de 1990. Durante esse período, os líderes chineses tornaram-se mais cuidadosos com a imagem internacional da China após o massacre da Praça da Paz Celestial em 1989, particularmente as visões estadunidenses sobre o papel crescente da China internacionalmente.
O próprio termo foi usado em um discurso proferido pelo ex-vice-diretor da Escola Central do Partido, Zheng Bijian, no final de 2003 durante o Fórum Boao para a Ásia. Zheng tinha formulado o conceito como resultado de uma visita de delegação que conduziu aos Estados Unidos para se encontrar com funcionários da governo George W. Bush. Zheng regressou à China e propôs um estudo para desenvolver uma teoria da ascensão pacífica da China. O primeiro-ministro Wen Jiabao se tornou o primeiro líder de alto nível a endossar o conceito em dezembro de 2003, enquanto falava na Universidade de Harvard. Parece ser uma das primeiras iniciativas da quarta geração da liderança da China, chefiada por Hu Jintao e Wen Jiabao.
No discurso de Zheng, ele apontou que, no passado, a ascensão de um novo poder frequentemente resultou em mudanças drásticas nas estruturas políticas globais, e até mesmo em guerra (ou seja, a teoria da estabilidade hegemônica nas relações internacionais). Ele acreditava que isso se devia ao fato de esses poderes "terem escolhido o caminho da agressão e da expansão, que acabará falhando". Zheng declarou que no novo mundo de hoje, a China deveria, em vez disso, desenvolver-se pacificamente e, por sua vez, ajudar a manter um ambiente internacional pacífico.
No entanto, houve desacordo sobre o termo 'ascensão pacífica' entre a liderança e a academia chinesas, especialmente porque o uso da palavra 'ascensão' pode alimentar a percepção de que a China é uma ameaça. Na sessão de 2004 do Fórum Boao, o líder supremo da China, Hu Jintao, usou a expressão desenvolvimento pacífico da China. Desde então, 'desenvolvimento pacífico' tem sido a definição geralmente usada por altos funcionários, sendo raramente ouvido 'ascensão pacífica'.
Sob o paradigma estratégico do ex-secretário-geral do PCC, Jiang Zemin, o rápido desenvolvimento da China foi visto como uma mudança multipolarizante que desafiou a unipolaridade da estrutura mundial sob a hegemonia dos Estados Unidos da América. Em contrapartida, de acordo com Guo (2006), a adaptação chinesa de uma estratégia de desenvolvimento pacífico envolve um esforço para garantir um ambiente favorável ao desenvolvimento, evitando o confronto direto que desafia o mundo unipolar atual, mas ainda mantendo sua abordagem multilateral.

## Princípio principal
O termo é usado principalmente para tranquilizar as nações da Ásia e os Estados Unidos de que a ascensão da China em proeminência militar e econômica não representará uma ameaça à paz e à estabilidade, e que outras nações se beneficiarão do poder e influência crescentes da China.
A doutrina enfatiza a importância do poder brando e baseia-se em parte na premissa de que boas relações com seus vizinhos irão aumentar em vez de diminuir o poder nacional abrangente da China. Parte dessa doutrina determina que a China evitará o neomercantilismo e o protecionismo.
Na diplomacia, a doutrina pede menos assertividade nas disputas de fronteira, como as que dizem respeito às Ilhas Spratly, Ilhas Senkaku e Tibete do Sul. A China ainda tem relações difíceis com o Japão e continua um programa de modernização militar.

## Relações sino-americanas

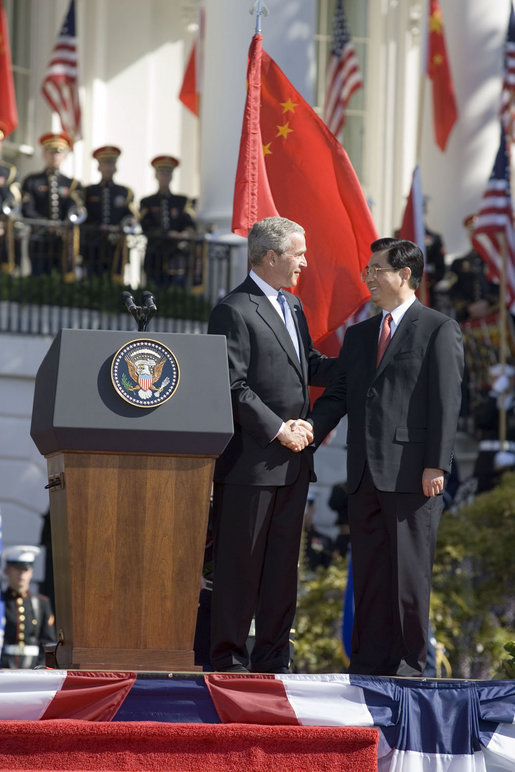
George W. Bush com Hu Jintao na Casa Branca em abril de 2006

O fim da liderança de Jiang Zemin marcou uma virada nas relações sino-americanas. Um padrão de coexistência cooperativa tornou-se o novo normal. "Os Estados Unidos e a China perceberam que precisavam um do outro porque ambos eram grandes demais para serem dominados, especiais demais para serem transformados e necessários um para o outro para poderem se isolar.":487 O líder chinês Hu Jintao e o primeiro-ministro Wen Jiabao trouxeram uma perspectiva sem precedentes na gestão do desenvolvimento da China e na definição de seu papel no mundo. Eles representaram a primeira safra de líderes chineses sem experiência pessoal com a Revolução Cultural e os primeiros a assumirem o poder em uma China que, sem ambiguidades, emergia como uma grande potência. “Chegando ao poder durante um longo período de crescimento doméstico sustentado e na esteira da entrada da China na ordem econômica internacional, eles assumiram o comando de uma China inegavelmente“ chegando ”como potência mundial, com interesses em todos os cantos do globo." :489
De acordo com Henry Kissinger em seu livro On China, Zheng Bijian forneceu a declaração política "quase oficial" para a China em um artigo de 2005 do Foreign Affairs. :499 Zheng prometeu que a China havia adotado uma "estratégia... para transcender as formas tradicionais de surgimento de grandes potências". A China buscou uma "nova ordem política e econômica internacional", mas foi "uma que pode ser alcançada por meio de reformas incrementais e da democratização das relações internacionais". A China "não seguiria o caminho da Alemanha que levou à Primeira Guerra Mundial ou o da Alemanha e do Japão que levou à Segunda Guerra Mundial, quando esses países violentamente saquearam recursos e perseguiram a hegemonia. A China também não seguirá o caminho das grandes potências que lutam pelo domínio global durante a Guerra Fria".
Washington respondeu descrevendo a China como uma "stakeholder responsável" no sistema internacional. Em um discurso de 2005 no Comitê Nacional de Relações Estados Unidos—China, Robert Zoellick, então Secretário de Estado Adjunto, apresentou a resposta estadunidense ao artigo de Zheng, que "equivalia a um convite à China para se tornar um membro privilegiado e modelador do sistema internacional".:499 No entanto, Amitai Etzioni do Instituto de Estudos de Política Comunitária tem frequentemente expressado preocupação de que as ações dos Estados Unidos, em particular o desenvolvimento da AirSea Battle, desmentem seus objetivos declarados de cooperação com a China, e que os dois países devam deliberadamente recuar do que ele vistas como um potencial "curso de colisão".
O Conselheiro de Estado Dai Bingguo argumenta que o desenvolvimento da China não é um algum truque:508 onde 'esconde seu brilho e espera seu tempo", ou uma ilusão ingênua que perde as vantagens da China. “Persistir no caminho do desenvolvimento pacífico não é produto de uma imaginação subjetiva ou de algum tipo de cálculo. Em vez disso, é o resultado de nosso profundo reconhecimento de que tanto o mundo de hoje quanto a China de hoje passaram por tremendas mudanças, bem como as relações da China com o mundo de hoje também sofreram grandes mudanças; portanto, é necessário tirar o melhor proveito da situação e se adaptar às mudanças.”
Dai rejeita os argumentos que afirmam que a China buscará dominar a Ásia ou substituir os Estados Unidos como a potência mundial proeminente como "mitos puros" que contradizem o registro histórico da China e suas políticas atuais. Ele inclui um convite marcante para o mundo "supervisionar" a China para confirmar que ela nunca buscaria a hegemonia: "O camarada Deng Xiaoping afirmou uma vez: Se um dia a China buscar reivindicar hegemonia no mundo, então os povos do mundo deveriam denunciar, opor-se e até lutar contra ela. Nesse ponto, a comunidade internacional pode nos supervisionar".

## Taiwan
A lei antissecessão tem definido a política da China em relação a Taiwan desde 2005. Afirma que Taiwan deve ser unificado com a China continental, de preferência por meios pacíficos, mas se Taiwan declarar formalmente a independência ou se recusar a submeter-se, a China usará a força.

## Caminho de desenvolvimento pacífico
O Conselho de Estado da República Popular da China publicou um livro branco em 2005, definindo a estratégia de desenvolvimento pacífico da China na teoria e na prática. Possui cinco capítulos:
1. A China é o maior país em desenvolvimento e o desenvolvimento econômico de acordo com a globalização é o principal objetivo da China. A China busca um mundo multipolar em vez de hegemonia, e busca relações com outros países com base nos "Cinco Princípios de Coexistência Pacífica".
2. Um ambiente internacional pacífico é essencial para o desenvolvimento da China. O desenvolvimento da China é uma parte importante do desenvolvimento global, pois a China contabilizou ganhos mundiais na redução da pobreza e se esforça para reduzir seu consumo de energia. O crescimento da China diminuiu os efeitos da Grande Recessão.
3. A China se desenvolverá de acordo com a ciência. Desenvolverá seu mercado doméstico e abrirá um novo caminho para a industrialização mais limpa e fará mais uso de tecnologia da informação e inovação, explorando seu capital humano por meio da educação.
4. A China permanecerá aberta ao comércio exterior. Ela promoverá organizações como a Organização Mundial do Comércio e apoiará a integração regional por meio de instituições como o Tratado de Livre-Comércio ASEAN-China. Irá abordar os conflitos comerciais e cambiais em posição de igualdade com outros países. A China investirá no exterior e manterá sua grande força de trabalho e exportações para uso no exterior.
5. A China promoverá a "democracia nas relações internacionais"; com os países interagindo em posição de igualdade por meio do diálogo e do multilateralismo e não da coerção. A China promoverá a plena participação dos países em desenvolvimento nos assuntos internacionais e também os ajudará a se desenvolverem. Deve haver confiança e não uma "mentalidade de Guerra Fria", e o controle de armas e o desarmamento nuclear devem ser prosseguidos. A China resolverá as suas restantes disputas fronteiriças de forma pacífica.